# Joseph Déjacque
Joseph Déjacque (Parigi, 27 dicembre 1821 – Parigi, 18 novembre 1865) è stato uno scrittore e militante di area anarchica francese lungamente in esilio negli USA. Ha coniato il termine libertaire, libertario, per contrapposizione a liberale, nel suo pamphlet De l'Être-Humain mâle et femelle - Lettre à P. J. Proudhon pubblicato nel 1857 a New Orleans.
"Operaio-poeta", artista, militante politico e giornalista ha pubblicato variamente nel corso di un esilio, prima europeo e poi statunitense, preminentemente sul periodico da lui stesso diretto Le Libertaire, Journal du mouvement social edito a New York fino al 1861.
Decoratore tappezziere, Déjacque è stato un analista politico di stampo socialista utopico e anarchico, della situazione sociale europea e americana. Ha indagato la sorte delle moltitudini che stavano ai livelli più bassi della scala sociale, travalicando la visione della lotta di classe marxista, e considerando strati sociali che andavano da quelli originati dallo schiavismo delle piantagioni del sud degli Stati Uniti al proletariato di stampo industriale europeo.
L'Humanisphère : Utopie anarchique  è il suo testo più conosciuto, ripetutamente editato nel corso del ventesimo secolo. Conosciuto più all'estero che in patria, nonostante il successo del neologismo da lui creato, Joseph Déjacque ha suscitato nuovo interesse dall'immissione in rete di tutti i suoi principali lavori, liberamente disponibili.

## Biografia

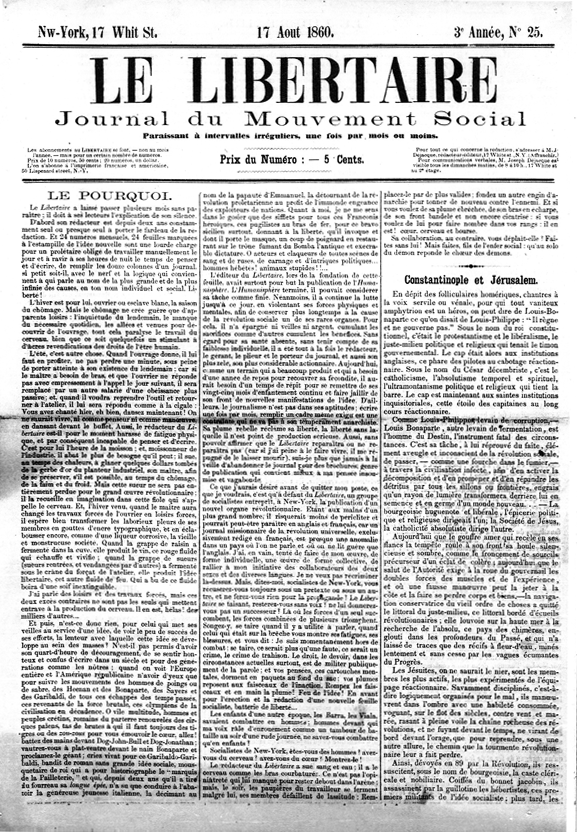
Le Libertaire, Journal du mouvement social, (Joseph Déjacque), New-York, nº 25, 17 agosto 1860.

### Esilio
Iscritto il 10 maggio 1848 agli Ateliers nazionali a Parigi, Déjacque probabilmente partecipa alla insurrezione del giugno 1848. Arrestato,  trasportato a Cherbourg, riportato a Parigi, rilasciato nel mese di marzo o aprile 1849, poi di nuovo in carcere. Nel mese di agosto 1851, pubblica la sua prima raccolta di poesie, Les Lazaréennes, fables et poésies sociales. Il governo di Luigi Napoleone Bonaparte sequestra il libro e persegue autore e editore per "incitamento all'odio e al disprezzo del governo della Repubblica, per l'odio e il disprezzo dei cittadini gli uni contro gli altri, infine per apologia di atti considerati reati dal diritto penale. La distruzione del libro è ordinata dalla Corte d'Assise della Senna, il 22 ottobre 1851.
Déjacque viene condannato a due anni di carcere e una multa di 2000 franchi, l'editore, JB Prosper Beaulé a sei mesi di carcere e una multa di 2000 franchi. Per sfuggire a questa condanna Déjacque si rifugia prima a Bruxelles e poi a Londra, prima di entrare nella piccola comunità di proscritti radunatisi a Jersey. Il 26 luglio 1853, pronuncia un discorso al funerale di Louise Julien, una dei proscritti del quartiere parigino di Belleville, morta in povertà, parlando immediatamente dopo Victor Hugo.

### L'attività politica ed editoriale a New York
Prende domicilio a New York dal 1854, definitivamente segnato dalla sconfitta del 1848, Joseph Déjacque denuncia violentemente nei suoi scritti le ingiustizie della società in cui vive e, in particolare, lo sfruttamento e la miseria delle condizioni di vita del proletariato. Professa la rivoluzione sociale. Le sue riflessioni sull'esistenza dei singoli nel mondo industriale e capitalista, lo portano a sviluppare una teoria originale di universalità e a sostenere una politica che definisce anarchica e intransigente in L'Humanisphère, utopie anarchique (New York , 1857) e attraverso altri testi da lui pubblicati nel suo giornale Le Libertaire dal 1858 al 1861.

## Opere
- A bas les chefs !
- Les Lazaréennes, fables et poésies sociales, Paris, Chez l'Auteur, 37 rue Descartes, 1851. In-8. 47 p.
- « Discours prononcé le 26 juillet 1853 sur la tombe de Louise Julien, proscrite », Almanach des Femmes, Women's Almanach for 1854, Londres-Jersey, 1853-1854
- La question révolutionnaire, New-York, 1854
- De l'être-humain mâle et femelle. Lettre à P.J. Proudhon, La Nouvelle-Orléans, 1857
- Les Lazaréennes, deuxième édition, Nouvelle-Orléans, 1857
- Béranger au pilori, La Nouvelle-Orléans, 1857
- L'Humanisphère, utopie anarchique New-York, 1857 ( L'umanisfera. Utopia anarchica, tr. it. di Federica Perani e Renato Graziani, Centrolibri, 1992, Edizioni Immanenza, 2014 ISBN 978-88-98926-03-9
- Le Libertaire, Journal du mouvement social, New-York, juin 1858 à février 1861, 27 n° de 4 pages
- « Lettre à Pierre Vésinier», 1861